# Певна справа
«Певна справа» (англ. The Sure Thing)  — американська романтична комедія режисера Роба Райнера, знята за сценарієм Стівена Блума та Джонатана Робертса.
Прем'єра відбулася 1 березня 1985 року.
У фільмі знімалися Джон К'юсак, Дафна Зуніґа та Вівека Ліндфорс. Вперше на екранах з'явилася Ніколет Шерідан
Фільм розповідає про подорож через усю країну (США) студентів Волтера Ґібсона (К'юсак) та Елісон Бредбурі (Зуніґа). Вони намагаються дістатись з Нової Англії до Лос Анджелеса, кожен з них намагається зустріти свою ідеальну пару.
Натхненням для фільму був особистий досвід сценариста Стівена Л. Блума, здобутий під час навчання в Університеті Браун.
У той час, його найкращий друг відвідував Університет Еморі на півдні та нескінченно розповідав про усілякі пригоди, доки в Блума не відбувалось абсолютно нічого.
З жалю його друг влаштував йому зустріч з певною справою під час весняних канікул, отже Блум знайшов попутну машину на дошці оголошень та поїхав до Атланти з декількома іншими підлітками.

## Сюжет
Випускник школи Волтер Ґібсон (Джон К'юсак) та його найкращій друг Ленс (Ентоні Едвардс) святкують свій перехід до коледжу, проте Ґібсон тільки й робить, що жаліється на втрату успіху серед жінок. Ленс прямує до
Каліфорнійського Університету а Ґібсон вступає до коледжу в Новій Англії. Вони продовжують спілкування листуванням, проте Ґібсон не вийшов зі смуги невдач. Він намагається зблизитись з Елісон Бредбурі (Дафна Зуніга) з його класу англійської за допомогою хитрощів: вмовляє її допомогти йому з англійською, проте це призводить лише до роздратування та відрази до нього. Зрештою Ґібу дзвонить Ленс та каже йому приїжджати до Каліфорнії на Різдвяні канікули, адже він влаштував йому зустріч з некрасивою дівчиною (Ніколет Шерідан), яка за його запевненнями є Певною Справою.
Ґібсон знаходить попутну машину на дошці оголошень про подорожі щоб дістатись Каліфорнії. Він зустрічає Ґері Купера (Тім Роббінс) та Мері Ен Вебстер (Ліза Джейн Перскі), пару що запропонували подорож: вони аж занадто
компанійські та безжурні. Усе стає ще гірше, коли виявляється, що він буде сидіти біля Елісон, яка прямує до того ж університету в Каліфорнії, щоб зустріти свого хлопця Джейсона (Бойд Ґейнс). Купер не витримує гризні та
сварок між Ґібсоном та Елісон і залишає їх на узбіччі невідомо де. Під час подорожі автостопом до Каліфорнії, вони долають численні проблеми з переїздами, погодою, нестачею їжі, нестачею грошей, з розподілом ліжка, під час яких між ними з'являються справжні почуття. Наприкінці подорожі, Елісон дізнається про те, що Ґіб їде до Каліфорнії задля зустрічі з «Певною Справою» та розлючена втікає.
Того вечора на університетській вечірці Ленс влаштував зустріч Ґібсона з «Певною Справою». У цей час Елісон проводить нудотний вечір з Джейсоном та тягне його до тієї ж вечірки щоб хоч трохи розважитись. Елісон та Ґібсон бачать один одного на вечірці, проте через ревнощі не можуть нормально спілкуватися. Ґібсон уводить Певну Справу до кімнати Ленса, проте не може викинути Елісон з голови.
Знову в коледжі, після канікул, Елісон з Ґібсоном явно почуваються ніяково, коли вони поруч. На їх уроці англійської мови, професор Тоб (Вівека Ліндфорс) зачитує есе Ґібсона, в якому він описує свою ніч з Певною Справою. Дівчина в есе запитує оповідача, чи він її кохає, проте вперше в житті він розуміє, що це не просто слова та не може з нею переспати. Елісон зрозуміла, що насправді
відбулося тієї ночі, та вони цілуються.

## У головних ролях
- Джон К'юсак — Волтер «Ґіб» Ґібсон
- Дафна Зуніґа — Елісон Бредбюрі
- Ніколет Шерідан — «Певна Справа»
- Вівека Ліндфорс — Професор Тоб
- Ентоні Едвардс — Ленс
- Тім Роббінс — Ґері Купер
- Бойд Ґейнс — Джейсон
- Ліза Джейн Перскі — Мері Ен Купер
- Френ Раян — Пані в автівці
- Лері Генкін — Водій вантажівки
- Сара Бакстон — Шерон
- Марсія Крісті — Джулі
- Роберт Ентоні Маркуччі — Бобі
- Джошуа Кедмен — Джімбо
- Емі Резнік — Марша

## Касові збори
Касові збори становили більш ніж $18.

## Кінокритика
Кінофільм здобув рейтинг у 87 % на сайті Rotten Tomatoes (27 схвальних та 4 негативних відгуків).